# かかずゆみ
かかず ゆみ（1973年6月18日 - ）は、日本の女性声優。埼玉県入間市出身。青二プロダクション所属。

## 来歴

### 声優になるまで
子供の頃から声優を目指していたわけではなく、将来やりたいことは「コレ！」と決められないまま、家政系の短期大学に通い、就職先は「子ども服などアパレル関係もいいな」と漠然と思っていたという。
当初は役者になりたいと考えており、短大学在学中にアルバイトで接客やウグイス嬢、テレアポの仕事をしていた最中、自分を表現する楽しさに目覚める。「本当にやりたい事は何だろう」と考えてサービス業の内定を断り、憧れであった俳優の世界に挑戦することを決めて、芝居の稽古、ワークショップに参加するようになった。
その頃に出会った人物に事務所の関係者を紹介してもらい、その事務所に所属した。テレビドラマ、映画などの仕事がしたかったため、オーディション雑誌で募集を見つけては相談、応募をして、エキストラを経験。オーディションを色々と受けるなかで、その人物が偶々アニメ業界に精通しており、持って来てくれたオーディションのひとつに声の仕事があり、声優のオーディションを受けるきっかけをもらって、1996年4月、『機動新世紀ガンダムX』のサラ・タイレル役で声優デビュー。

### キャリア
1997年、地方の旅番組などでレポーターを務めていた。アニメのレギュラー収録は基本的に週1回であり、ロケとアニメレギュラーの両立は難しいということもあり、レポーターを選択し、1年間アニメから離れていた。
将来を見据えた時に、「年齢を重ね、自分自身が前面に出ていく仕事は難しいのではないか」と思うようにもなった。1998年も「レポーターの仕事を続けてください」と声をかけてもらったが、その頃アニメのオーディションも受けて何本か合格し、「演じる魅力」もあり「頑張れば長く続けられるのでは」と思い、相当悩んだ末に声優の道を選ぶ。その選択には、家族の支えも大きくラジオ好きだった母に相談しており、「声で表現していくことは素晴らしいことよ」と背中を押してくれたこともあったという。
2009年8月まで元氣プロジェクトに所属していた。フリーを経て、2011年10月1日よりアトミックモンキー所属後、2022年4月1日より青二プロダクションに所属。
2004年6月1日に結婚。相手は一般人であり、詳細は公表されていない。
2005年4月より『ドラえもん』の新キャスト陣の一人として、野村道子に代わり源静香（以下「しずか」と表記）の声を担当。オーディションの話は、当時所属していた事務所に来たという。当初はドラえもん、スネ夫、ジャイアンも受けようとしたが、かかずがやると笑ってしまう出来であり、のび太もやったが、結局しずか一択で送ってもらったという。その時は記念受験のような感覚であり、『ドラえもん』に関わることができただけで嬉しく楽しく、作品が大きすぎて選ばれるとは思っていなかったという。最終審査の審査員からの質疑応答で、かかずだけ年齢を聞かれ、それまで声のオーディションで年齢を聞かれることはなかったため、疑問に思い、思わず「年齢は審査に関係あるんですか？」と聞き返してしまったという。「その強気な部分が、しずかのイメージに合っていた」そうであり、年齢を聞いてくれた審査員には「感謝しかない」と語っている。後に当時の監督が、「最終面接の時の態度も選んだ理由のひとつだった」、「しずかは少し気が強いところがあるから、そこが良かったんだ」と教えてくれたという。抜擢された時は、これまで聞いてきたしずかの声とまったく同じ声は出せないため、「私の声で大丈夫だろうか」という不安はあったという。

### 私生活
2005年8月下旬に長男が誕生。長男の出産前、産休のことに関しては春頃にすでに本人は分かっていたものの、時期が春の改編期の新しい仕事が続々と決まり慌しくしていた関係で報告が遅れた。このことは『超大和魂』で発表。9月2日配信分から神崎ちろと儀武ゆう子の2人を代理にして『超大和魂』を産休し、11月4日配信分から復帰した。またNHK-BS2で放送している『衛星アニメ劇場』の司会も新名彩乃（当時は松本彩乃）を代役にして産休に入った。『ドラえもん』は10月21日放送分で一旦出演を休止し、代役を立てずに12月3日の放送まではしずかが登場しない話、もしくは登場しても喋らない話が放送された。
子供は「自然のなかで育てたい」と思っていたため、結婚後は埼玉で暮らし始めたが、前述の通り、長寿番組の収録が決まり、東京都内に通う回数が増えたという。
夫も都内で仕事をしていたため、子育てと通勤を含む仕事との両立が難しくなり、結局、東京に住むことにしたという。
2008年に次男が誕生。次男が1歳の誕生日を迎えて間もない2009年10月8日、夫が脳出血により42歳で急死。突然の出来事に妻であるかかずは当時大きなショックを受けており、2013年6月にTwitterで告白するまでの約4年間公表していなかった。次男は当時物心がついておらず、父親の記憶はほとんどないという。

## 人物
資格・免許はベビーマッサージタッチケアセラピスト、着付講師、普通自動車免許。趣味は折り紙、ドライブ、アウトドア。特技は読み聞かせ、アルトサックス。
大原さやか、折笠富美子、菊池志穂、豊口めぐみ、浅野まゆみらと着物部（和服部）を結成している。美郷あきとは10年近く付き合っているほど仲がいい。佐藤ひろ美と交友関係がある。折笠富美子、豊口めぐみと共に演劇ユニット「R＊L（ラフラフ）」を組んでいる。
手塚ちはるとTBSラジオで共演した公開録音番組『パキパキパラダイス』内でお笑いコンビ「暴れ船」を結成。当時、TBSラジオの人気番組であった『赤坂お笑いD・O・J・O』内の新人が段位獲得を目指すコーナーである「D・O・J・O破り」の予選を受け、2人はショートコントを披露した。
前述の通り、『ドラえもん』との関わりができた頃に長男が誕生したため、子供達が物心ついたころには、周囲はドラえもんであふれていたという。漫画やグッズが増え、出演番組の確認も兼ねて一緒にアニメを見ていたが、『ドラえもん』を楽しんでほしかったことからしずかの声をしていることは伝えていなかったという。
2013年頃に、『ドラえもん』の映画のプロモーションで取材を受け、ある雑誌で声優達が紹介されているのを見て「お母さんだ」と確信したようであり、台本は押し入れの奥にしまっていたが見つけていたようであり、長男は意外と冷静に受け止めていたという。

## 出演
太字はメインキャラクター。

### テレビアニメ
1996年
- 機動新世紀ガンダムX（サラ・タイレル）

1998年
- アキハバラ電脳組（TVキャスター、女生徒A、東十条みさ子、ダークピジョン / 代官山はとこ、女の子D）
- 頭文字D（沙雪 他）
- 快傑蒸気探偵団 TV ANIMATION SERIES（阿南ミサ、女性新聞記者〈リリィ江戸川〉）
- 時空探偵ゲンシクン（1998年 - 1999年、かぐや姫、ユニータ）
- それいけ!アンパンマン（1998年 - 2023年、いそべえ、レインボー王子、赤ピーマン、アロマちゃん）
- 発明BOYカニパン（タピオカ）
- 遊☆戯☆王（真崎杏子）

1999年
- 課長王子（OL）
- 仙界伝 封神演義（妲己）
- 超発明BOYカニパン（アンジェリカ）
- ポケットモンスター（1999年 - 2001年、ケイ、ミカン）

2000年
- 妖しのセレス（御景妖）
- ヴァンドレッド（2000年 - 2001年、ディータ・リーベライ） - 2シリーズ
- こちら葛飾区亀有公園前派出所（本田伊歩〈2代目〉）
- 真・女神転生デビチル（ララ）
- 女神候補生（リーナ・フジムラ、ユキネ・シモンズ）
- メダロット魂（2000年 - 2001年、コクリュウ、モモコ）
- 闇の末裔（磨紀）
- 六門天外モンコレナイト（花園の歌姫）

2001年
- 激闘!クラッシュギアTURBO（大森ミツキ）
- ジーンシャフト（ミール・ロータス）
- シスター・プリンセス（春歌）
- 電脳冒険記ウェブダイバー（2001年 - 2002年、井原キョウイチ、倉知レナ）
- Dr.リンにきいてみて!（2001年 - 2002年、四条万里）
- ドッとKONIちゃん（ユミ）
- バンパイヤン・キッズ（カスタネット姫）
- ヒカルの碁（2001年 - 2003年、藤崎あかり）

2002年
- 犬夜叉（菖蒲）
- ガンフロンティア（朝香）
- 攻殻機動隊 STAND ALONE COMPLEX（トクラ・エカ似の少女）
- 最終兵器彼女（さとみ）
- SAMURAI DEEPER KYO（阿国、時人）
- シスター・プリンセス RePure（春歌）
- 神世紀伝マーズ（2002年 - 2003年、ミューズ）
- 東京ミュウミュウ（2002年 - 2003年、藍沢みんと / ミュウミント）
- ハングリーハート WILD STRIKER（古木リエ）
- ラーゼフォン（朝比奈浩子）

2003年
- クラッシュギアNitro（安生洋子）
- 出撃!マシンロボレスキュー（ニーナ）
- 真月譚 月姫（翡翠）
- 神魂合体ゴーダンナー!!（2003年 - 2004年、藤村静流） - 2シリーズ
- ストラトス・フォー（本庄美風）
- セイント・ビースト〜聖獣降臨編〜（ユリア）
- ダイバージェンス・イヴ（紅葉みさき）
- 鋼の錬金術師（2003年 - 2004年、ライラ）
- 魔法遣いに大切なこと（川原多佳子）

2004年
- うた∽かた（真希）
- SDガンダムフォース（アリシア）
- 陰陽大戦記（ミササ）
- GANTZ（鈴村貞代）
- 今日からマ王!（2004年 - 2008年、渋谷美子） - 3シリーズ
- 吟遊黙示録マイネリーベ（ロベルティーネ）
- tactics（きよ）
- 月詠 -MOON PHASE-（エルフリーデ）
- ななみちゃん（青葉未知）
- ポケットモンスター アドバンスジェネレーション（アンヌ）
- みさきクロニクル〜ダイバージェンス・イヴ〜（紅葉みさき）
- 勇午 〜交渉人〜（岩瀬繭子、ライラ）
- ロックマンエグゼStream（2004年 - 2005年、メディ）

2005年
- おねがいマイメロディ（ジョニー）
- 創聖のアクエリオン（シルヴィア・ド・アリシア）
- ディノブレイカー（マーシャ・リザノフ）
- ドラえもん（テレビ朝日版第2期）（2005年 - 、しずか、ミニチュア早乙女、ルガルデ 他）
- ポップンベリーのダンスダンス占い（バニャニャン）
- 勇者王ガオガイガーFINAL GRAND GLORIOUS GATHERING（ルネ・カーディフ・獅子王）
- LOVELESS（中野倭）

2006年
- アクビガール（いとしくん）
- シルクロード少年 ユート（ジーナ）
- BLEACH（2006年 - 2012年、りりん、ジーナ）
- らぶドル Lovely Idol（長澤玲）

2007年
- おねがいマイメロディ すっきり♪（プン小次郎）
- シュガーバニーズ（2007年 - 2009年、こむぎうさ） - 3シリーズ
- スカルマン（烏丸小夜子）
- Devil May Cry（シンディ）

2008年
- 鉄腕バーディー DECODE（ニムケ・パウ）
- もっけ（大垣薫）

2009年
- ご姉弟物語（マチコ）
- フレッシュプリキュア!（応援する女の子）

2010年
- スーパーロボット大戦OG -ジ・インスペクター-（ゼオラ・シュバイツァー）
- ぬらりひょんの孫（2010年 - 2011年、毛倡妓） - 2シリーズ
- ハートキャッチプリキュア!（露木かりん）
- バカとテストと召喚獣（2010年 - 2011年、高橋洋子） - 2シリーズ
- ポケットモンスター ダイヤモンド&パール（サルビア、ミカン）

2011年
- セイクリッドセブン（ルリの母）
- たまごっち!（2011年 - 2013年、メロディランド女王） - 2シリーズ
- ダンタリアンの書架（ヴィオラ）

2012年
- アクエリオンEVOL（シルヴィア）
- AKB0048（2012年 - 2013年、片桐ツバサ） - 2シリーズ
- エリアの騎士（櫻田桃花）
- おじゃる丸（むつこ、主婦）
- 好きっていいなよ。（大和の母）

2013年
- ゆゆ式（唯の母）

2014年
- カードファイト!! ヴァンガードG（2014年 - 2017年、トコハ母〈安城ミサエ〉） - 2シリーズ
- 四月は君の嘘（絵見の母）
- 精霊使いの剣舞（フレイヤ・グランドル）
- ノブナガ・ザ・フール（ヒラガ・ゲンナイ）

2015年
- かみさまみならい ヒミツのここたま（2015年 - 2018年、おシャキ、おばあちゃん）

2016年
- Fate/kaleid liner プリズマ☆イリヤ ドライ!!（マジカルサファイア）

2017年
- 覆面系ノイズ（仁乃の母）
- プリプリちぃちゃん!!（ちぃちゃんママ）
- 異世界はスマートフォンとともに。（2017年 - 2023年、ユエル・エルネス・ベルファスト） - 2シリーズ

2018年
- TO BE HEROINE（チュウイチ）
- ポチっと発明 ピカちんキット（ウメジュンのママ）
- となりの吸血鬼さん（灯の母）
- 俺が好きなのは妹だけど妹じゃない（春歌）
- キラキラハッピー★ ひらけ!ここたま（2018年 - 2019年、おジョウ、おシャキ）

2019年
- フルーツバスケット（2019年 - 2021年、花島の母） - 3シリーズ

2020年
- 魔入りました!入間くん（2020年 - 2023年、アスモデウス・アムリリス） - 3シリーズ
- ヒーリングっど♥プリキュア（2020年 - 2021年、平光めい）

2021年
- シャドーハウス（エドワード〈女性声〉）

2022年
- ニンジャラ（バーンの母）
- ONE PIECE（2022年 - 2024年、ヘラ、ミザリー、子供①）
- ちびまる子ちゃん（2022年 - 2023年、塾の先生、ナオミ）
- Do It Yourself!! -どぅー・いっと・ゆあせるふ-（法華津治子）

2023年
- BanG Dream! It's MyGO!!!!!（愛音母）
- 名探偵コナン（市橋聖子）

2024年
- 逃走中 グレートミッション（2024年 - 2025年、園城マイカ）
- 菜なれ花なれ（大谷凛花）

2025年
- ウィッチウォッチ（伽羅の母）

### 劇場アニメ
1999年
- アキハバラ電脳組 2011年の夏休み（代官山はとこ）
- 遊☆戯☆王（真崎杏子）

2001年
- 頭文字D Third Stage（沙雪）

2002年
- Piaキャロットへようこそ!! -さやかの恋物語-（高井さやか）

2003年
- ラーゼフォン 多元変奏曲（朝比奈浩子）

2005年
- 劇場版 鋼の錬金術師 シャンバラを征く者（女優）

2006年
- ドラえもん シリーズ（2006年 - 2025年、しずか、クラージョ） - 21作品

2007年
- 劇場版 アクエリオン（シルヴィア・ド・アリシア）
- シナモン the Movie（モカ）

2014年
- BUDDHA2 手塚治虫のブッダ -終わりなき旅-（ヤショーダラ妃）

2015年
- あなたをずっとあいしてる（パウパウサウルス・キラリ）

2017年
- ゴーちゃん。〜モコとちんじゅうの森の仲間たち〜（秘書）
- 映画かみさまみならい ヒミツのここたま 奇跡をおこせ♪テップルとドキドキここたま界 （おシャキ）
- 劇場版 Fate/kaleid liner プリズマ☆イリヤ（2017年 - 2021年、マジカルサファイア） - 2作品

### OVA
1999年
- 銀河英雄伝説外伝 螺旋迷宮（ミリアム・ローザス）

2000年
- 勇者王ガオガイガーFINAL（ルネ・カーディフ・獅子王）

2001年
- 頭文字D Extra Stage インパクトブルーの彼方に…（沙雪）

2002年
- 頭文字D BATTLE STAGE（沙雪）

2003年
- アニメ古典文学館 第6巻「万葉集」（額田王）
- True Love Story Summer Days, and yet...（有森瞳美）

2004年
- 頭文字D to the Next Stage 〜プロジェクトDへ向けて〜（沙雪）
- ストラトス・フォー（X シリーズ）（本庄美風）
- 天罰エンジェルラビィ☆（フィア・ノート）
- Memories Off 3.5 祈りの届く刻（藤原雅）

2005年
- スーパーロボット大戦ORIGINAL GENERATION THE ANIMATION（ゼオラ・シュバイツァー）
- ストラトス・フォー アドヴァンス（本庄美風）
- FINAL FANTASY VII ADVENT CHILDREN（ユフィ・キサラギ）

2006年
- ストラトス・フォー アドヴァンス 完結編（本庄美風）

2007年
- 今日からマ王! R（渋谷美子）
- 創星のアクエリオン（シルヴィア・ド・アリシア）

2008年
- 頭文字D Extra Stage 2 〜旅立ちのグリーン〜（沙雪）

2009年
- のだめカンタービレ Lesson79（カロリーヌ）
- AIKa ZERO（戦闘機のパイロット）

2011年
- バカとテストと召喚獣 〜祭〜（高橋洋子）

2014年
- 絶滅危愚少女 Amazing Twins（不動奈々枝）

2015年
- 創勢のアクエリオンEVOL（シルヴィア）

2019年
- Fate/kaleid liner Prisma☆Illya プリズマ☆ファンタズム（マジカルサファイア）

### Webアニメ
- 拡張少女系トライナリー（2017年、ヒストンシャペロン）
- 40周年だよ!! コロコロオールスター小学校（2017年、しずか）
- ニンジャラ シノビの血（2020年、バーンの母）

### ゲーム
1996年
- ワイルドアームズ（セシリア・レイン・アーデルハイド）

1997年
- ハイブリッドエンジェル（宝生寺藍）

1998年
- エアガイツ（ユフィ・キサラギ）
- NOëL 〜La neige〜 / Special（橘柚実） - 2作品
- 遊☆戯☆王 モンスターカプセル ブリード&バトル（杏子）

1999年
- サムライスピリッツ新章 〜剣客異聞録 甦りし蒼紅の刃〜（命）
- ハイスクール・オブ・ブリッツ
- まぼろし月夜（坂上葉月）

2000年
- エアサイトミッション（ウーサ・カテナ）
- COOL COOL TOON（スピカ）
- ザ・キング・オブ・ファイターズ シリーズ（2000年 - 2022年、クーラ・ダイアモンド、リリィ・カーン） - 10作品
- サンライズ英雄譚R（テール・キヌイ、ルネ カーディフ）
- 仙界大戦 〜TVアニメーション仙界伝封神演義より〜（妲己）
- ブレイブサーガ2（ルネ・カーディフ・獅子王）
- ヘキサムーン・ガーディアンズ（ディアナ）

2001年
- サンライズ英雄譚2（テール・キヌイ）
- シスター・プリンセス（春歌）
- スーパーロボット大戦α外伝（サラ・タイレル）
- 悪魔雀〜デビルマージャン〜（飛鳥了 / サタン）

2002年
- AS〜エンジェリックセレナーデ（フィア・ノート）
- SHINE〜言葉を紡いで〜（平良海里）
- 機甲武装Gブレイカー 第三次クラウディア大戦 / 2 同盟の反撃（テール・キヌイ） - 2作品
- キングダム ハーツ（ユフィ・キサラギ）
- ヒカルの碁 平安幻想異聞録（あかりの君）
- ヒカルの碁 院生頂上決戦（藤崎あかり）
- レジェンド オブ クラウディア（テール・キヌイ）
- 東京ミュウミュウ 登場新ミュウミュウ!みんないっしょにご奉仕するにゃん♥（藍沢みんと）

2003年
- グローランサーIV（使い魔D-LN型）
- サモンナイト3（ベルフラウ）
- SUNRISE WORLD WAR Fromサンライズ英雄譚（テール、ルネ）
- シスター・プリンセス2（春歌）
- 第2次スーパーロボット大戦α（ゼオラ・シュバイツァー）
- D.C.P.S. 〜ダ・カーポ〜 プラスシチュエーション（霧羽香澄）
- ダンシングソード 〜閃光〜（楠響子）
- テネレッツァ（テネレッツァ）
- True Love Story Summer Days, and yet...（有森瞳美）
- ヒカルの碁3（藤崎あかり）
- ビストロ・きゅーぴっと2（タイム・モスカータ）

2004年
- スーパーロボット大戦GC / XO（2004年 - 2006年、フェアリ・ファイアフライ） - 2作品
- Memories Off 〜それから〜 / 〜それから again〜（2004年 - 2006年、藤原雅） - 2作品

2005年
- GANTZ（仲山貞子、小島多恵）
- キングダム ハーツII（ユフィ・キサラギ）
- 第3次スーパーロボット大戦α 終焉の銀河へ（ゼオラ・シュバイツァー、ルネ・カーディフ・獅子王）
- D.C. Four Seasons 〜ダ・カーポ〜 フォーシーズンズ（霧羽香澄）
- らぶドル 〜Lovely Idol〜（長澤玲）

2006年
- 悪魔城ドラキュラ ギャラリー オブ ラビリンス（シャーロット・オーリン）
- ダージュ オブ ケルベロス ファイナルファンタジーVII（ユフィ・キサラギ）
- ドラえもん のび太の恐竜2006 DS（しずか）

2007年
- Another Century's Episode 3 THE FINAL（サラ・タイレル）
- スーパーロボット大戦Scramble Commander the 2nd（藤村静流、朝比奈浩子）
- スーパーロボット大戦ORIGINAL GENERATION シリーズ（2007年 - 2016年、ゼオラ・シュバイツァー、フェアリ・クリビア） - 5作品
- ドラえもん のび太の新魔界大冒険DS（しずか）
- ドラえもんWii ひみつ道具王決定戦!（しずか）
- BLEACH 〜ヒート・ザ・ソウル4〜（りりん）

2008年
- イナズマイレブン（音無春奈）
- スーパーロボット大戦Z（シルヴィア・ド・アリシア、サラ・タイレル）
- ドラえもん のび太と緑の巨人伝DS（しずか）

2009年
- SDガンダム GGENERATION（2009年 - 2012年、サラ・タイレル） - 3作品
- テイルズ オブ バーサス（ナナリー・フレッチ）※川上とも子の代役
- ナデプロ!! 〜キサマも声優やってみろ!〜（田辺ゆみ、香山ゆみえ）

2010年
- 悪魔城ドラキュラ ハーモニー オブ ディスペアー（シャーロット・オーリン）
- Another Century's Episode:R（シルヴィア・ド・アリシア）

2011年
- 第2次スーパーロボット大戦Z 破界篇 / 再世篇（2011年 - 2012年、シルヴィア・ド・アリシア） - 2作品
- テイルズ オブ ザ ワールド レディアント マイソロジー3（ナナリー・フレッチ、ヒーローボイス）

2012年
- ドラえもん のび太と奇跡の島 〜アニマル アドベンチャー〜3DS（しずか）

2013年
- ドラえもん のび太のひみつ道具博物館（しずか）
- ブランチ☆パニック!（ボニー）

2014年
- ドラえもん 新・のび太の大魔境 〜ペコと5人の探検隊〜（しずか）

2015年
- 第3次スーパーロボット大戦Z 天獄篇（シルヴィア・ド・アリシア）
- ドラえもん のび太の宇宙英雄記（しずか）
- レイギガント（江里口静）

2016年
- ドラえもん 新・のび太の日本誕生（しずか）

2017年
- ディシディア ファイナルファンタジー オペラオムニア（ユフィ・キサラギ）
- ドラえもん のび太の南極カチコチ大冒険（しずか）
- 妖怪ウォッチ ぷにぷに（モカ）

2018年
- ドラえもん のび太の宝島（しずか）
- SNKヒロインズ 〜Tag Team Frenzy〜（クーラ・ダイアモンド）
- ファイアーエムブレム ヒーローズ（エスリン）
- スーパーロボット大戦X-Ω（2018年 - 2019年、シルヴィア・ド・アリシア、ディータ・リーベライ、ゼオラ・シュバイツァー）

2019年
- Fate/Grand Order（マジカルサファイア）
- ドラえもん のび太の牧場物語（しずか）
- デッド オア アライブ6（クーラ・ダイアモンド）
- テイルズ オブ ザ レイズ（ナナリー・フレッチ）

2020年
- キングダムハーツIII（ユフィ） - DLC追加キャラクター
- シノビマスター 閃乱カグラ NEW LINK（クーラ・ダイアモンド）

2021年
- グランブルーファンタジー（ラルナ、しずか）
- ファイナルファンタジーVII リメイク インターグレード（ユフィ・キサラギ）
- スーパーロボット大戦30（ルネ・カーディフ・獅子王）

2022年
- ぷよぷよ!!クエスト（しずか）
- スーパーロボット大戦DD（2022年 - 2024年、ゼオラ・シュバイツァー）
- ドラえもん のび太の牧場物語 大自然の王国とみんなの家（しずか）
- アークナイツ（ハーモニー）

2024年
- ファイナルファンタジーVII リバース（ユフィ・キサラギ）

### テレビ番組
- 大胆MAP 顔を見てみたいアニメキャラクター30人全部見せちゃうよ! 春の撮れたて新作SP（テレビ朝日 / 2008年4月6日）（『ドラえもん』の源静香〈しずか〉役として主要メンバー全員で出演）
- アメトーーク しずかちゃん大好き芸人（テレビ朝日 / 2015年）（源静香〈しずか〉、コメント映像にて出演）
- 衛星アニメ劇場（NHK-BS2）（ナビゲータとして番組出演）
- 旅はパノラマ（中京テレビ）
- 激レアさんを連れてきた。（テレビ朝日 / 2019年9月21日）

### 舞台
- 八神 庵LIVE!-ALONE-（1999年、谷間菊理）
- ミュージカル リカちゃん（1999年）[79]

### ラジオ
- アニキンFREEDOM（東海ラジオ）
- かかずゆみの超輝け!やまと魂!!（音泉）
- パキパキパラダイス（TBSラジオ・アーツビジョンの手塚ちはると共にパーソナリティーを務めた公開録音番組）
- サンライズラヂオG（北海道放送、東海ラジオ、九州朝日放送）
- 王立温泉ルリルラ（文化放送）
- ドラチャン★ドラヂオ（ドラえもんチャンネル）
- オレたちやってま〜す（MBSラジオ）
- ねおちゅぴ（ラジオ大阪）
- ぽきゅっぱ（ラジオ大阪）
- よ・み・き・か・せ（TOKYO FM・アポロン内）

### ラジオドラマ
- ニードルアイ（神楽舞、WEBラジオ劇場HXLアワー配信）
- ファイナルファンタジータクティクスアドバンス（リッツ・マルール）

### ラジオCD
- ラジオCD かかずゆみの超輝け!大和魂!!400回記念CD

### ドラマCD
- CLAMP学園怪奇現象研究会事件ファイル（水鏡美冬）
- 八神庵 オリジナルドラマ 夕陽と月〜プロローグ〜（谷間菊理）
- SAMURAI DEEPER KYOシリーズ（出雲阿国）
  - 侍学園2 炎の激闘・体育祭編!!（出雲阿国、時人）
  - 侍学園3 燃えろ純情!修学旅行編!!（出雲阿国、時人）
  - 独眼竜、吼える（出雲阿国）
  - 陰陽殿への扉編
    - 第壱巻『悪魔の眼』（出雲阿国、時人）
    - 第弐巻『氷炎の侍』（出雲阿国、時人）
    - 第参巻『天翔麒麟』（出雲阿国）
    - 第四巻『朱雀対鶺鴒』（時人）
- サルーテ!〜フロワ王女と海賊ルッシュ〜（フロワ）
- サンスポ・声優応援メッセージCD「Yell Message」第2章（出演：宮田幸季、松岡由貴、かかずゆみ、木村亜希子、福山潤、岩居由希子、鈴村健一）
- スーパーロボット大戦 ORIGINAL GENERATIONS THE SOUND CINEMA Vol.1（ゼオラ・シュバイツァー）
- S・A（牛窪桜）
- Days of Memories 3 オリジナルドラマCD（クーラ・ダイアモンド）
- ドラマCD 悪魔のミカタ（冬月日奈）
- ドラマCD ワイルドアームズ（セシリア・レイン・アーデルハイド）
- ながされて藍蘭島 Vol.1（さくや）
- ナデプロ!!（田辺ゆみ、香山ゆみえ）
- はやて×ブレード（星河紅愛）
- ルードヴィッヒ革命（ドロテア）
- LOVELESS シリーズ（中野倭）
- 『ティアラ!』名作劇場 ふろくドラマCD「人魚ひめ」（人魚姫）

### デジタルコミック
- ギャラリーフェイク（三田村小夜子）

### 吹き替え

#### ドラマ
- 裸足の青春（キ・ヘジュン）
- パトリック・メルローズ（デビー・ヒックマン）

#### アニメ
- Doraemon（源静香〈しずか〉[80]）

### DVD
- Sister princess Valentine Party
- Yumi Kakazu Sings CYBERFORMULA

### CM
- ロート製薬「ケアセラ」（35歳の源静香〈しずか〉）[81]

### ナレーション
- NHK教育『ふしぎがいっぱい』ナレーション（2010年12月20日）
- 『ドラえもん知識王No.1決定戦スペシャル』ナレーション（2014年8月1日）
- 朝霞市 防災行政無線 各種広報ナレーション（2022年7月 - ）[82]

### その他コンテンツ
- サンリオキャラクター「シナモロール」（モカ）
- サンリオキャラクター「ポップンベリー」（バニャニャン）
- Fキャラオールスターズ大集合 ドラえもん&パーマン 危機一髪!?（源静香〈しずか〉）
- A-koe 音声ドラマ『GAME OVER』（朱美）[83]
- 世界が愛した絵本（朗読・テレビ朝日）

## ディスコグラフィ

### シングル
| 枚  | 発売日        | タイトル   | 規格品番  |
| --- | ------------- | ---------- | --------- |
| 1st | 2004年7月23日 | Soul TWINS | GBCL-1001 |

### キャラクターソング
- SAMURAI DEEPER KYO キャラクターヴォーカルアルバム『狂奏歌』
- ころころここたま! / ここんぽいぽいここったま!（おシャキ）
- ここたまハッピ〜パラダイス! / うたおう♪ここったまーち!（おシャキ）
- イエスタデイをうたって オリジナルサウンドストーリー

## 著書
- しーしずかに（2022年6月17日、金の星社）ISBN 978-4323039152

### シリーズ一覧
1. ↑  第1期（2000年）、第2期『the second stage』（2001年）
2. ↑  第1期（2003年）、第2期『SECOND SEASON』（2004年）
3. ↑  第1シリーズ（2004年 - 2005年）、第2シリーズ（2005年 - 2006年）、第3シリーズ（2008年）
4. ↑  第1シリーズ（2007年）、第2シリーズ『ショコラ！』（2008年）、第3シリーズ『フルール』（2009年）
5. ↑  第1期（2010年）、第2期『ぬらりひょんの孫 〜千年魔京〜』（2011年）
6. ↑  第1期（2010年）、第2期『にっ！』（2011年）
7. ↑  第1期（2011年）、第2期『ゆめキラドリーム』（2013年）
8. ↑  第1期（2012年）、第2期『next stage』（2013年）
9. ↑  第1期（2014年 - 2015年）、第4期『NEXT』（2017年）
10. ↑  第1期（2017年）、第2期『2』（2023年）
11. ↑  第1期『1st season』（2019年）、第2期『2nd season』（2020年）、第3期『The Final』（2021年）
12. ↑  第1シリーズ（2020年）、第2シリーズ（2021年）、第3シリーズ（2023年）
13. ↑  『映画ドラえもん のび太の恐竜2006』（2006年）[48]、『映画ドラえもん のび太の新魔界大冒険 〜7人の魔法使い〜』（2007年）、『映画ドラえもん のび太と緑の巨人伝』（2008年）、『映画ドラえもん 新・のび太の宇宙開拓史』（2009年）[49]、『映画ドラえもん のび太の人魚大海戦』（2010年）、『映画ドラえもん 新・のび太と鉄人兵団 〜はばたけ 天使たち〜』（2011年）、『映画ドラえもん のび太と奇跡の島 〜アニマル アドベンチャー〜』（2012年）、『映画ドラえもん のび太のひみつ道具博物館』（2013年）、『映画ドラえもん 新・のび太の大魔境 〜ペコと5人の探検隊〜』（2014年）[50]、『STAND BY ME ドラえもん』（2014年）、『映画ドラえもん のび太の宇宙英雄記』（2015年）、『映画ドラえもん 新・のび太の日本誕生』（2016年）[51]、『映画ドラえもん のび太の南極カチコチ大冒険』（2017年）、『映画ドラえもん のび太の宝島』（2018年）、『映画ドラえもん のび太の月面探査記』（2019年）、『映画ドラえもん のび太の新恐竜』（2020年）、『STAND BY ME ドラえもん 2』（2020年）、『映画ドラえもん のび太の宇宙小戦争 2021』（2022年）、『映画ドラえもん のび太と空の理想郷』（2023年）、『映画ドラえもん のび太の地球交響楽』（2024年）[52]、『映画ドラえもん のび太の絵世界物語』（2025年）
14. ↑  第1作『雪下の誓い』（2017年）、第2作『Licht 名前の無い少女』（2021年）
15. ↑  『2000』（2000年）、『2001』（2001年）、『2002』（2002年）、『XI』（2005年）、『MAXIMUM IMPACT 2』（2006年）、『MAXIMUM IMPACT REGULATION "A"』（2007年）、『XIII』（2010年）、『XIV』[61]（2016年）、『ALLSTAR』（2018年）、『XV』[62]（2022年）
16. ↑  『OGS』『OG外伝』（2007年）、『2次OG』（2012年）、『INFINITE BATTLE』[63]（2013年）、『ムーン・デュエラーズ』（2016年）
17. ↑  『WARS』（2009年）、『WORLD』（2011年）、『OVER WORLD』（2012年）